# Чортівня у Гарлемі (фільм)
Чортівня у Гарлемі (англ. Hell Up in Harlem) — американський неонуар 1973 року у піджанрі блексплуатейшн режисера Ларрі Коена. У головних ролях Фред Вільямсон та Глорія Гендрі. Це сиквел фільму «Чорний Цезар».
Саундтрек для фільму був записаний Едвіном Старром, та випущений Motown Records у січні 1974 року.

## Сюжет
Переживши замах у фіналі «Чорного Цезаря», Томмі Гіббс вступає у конфлікт з корумпованим прокурором округу Нью-Йорк ДіАнжело, який намагався ув'язнити Томмі та його батька, Папа Гіббса (Джуліус Гарріс), щоб монополізувати торгівлю наркотиками. Томмі вирішує очистити вулиці Гарлема від наркотиків, хоча продовжує вести інший незаконний бізнес. Водночас Томмі закохується у Сестру Дженніфер (Маргарет Ейвері), яка працює з преподобним Руфусом (Д'Арвілл Мартін)  — колишнім сутенером, який знайшов релігійне покликання…

## У ролях
- Фред Вільямсон — Томмі Гіббс
- Джуліус Гарріс — Папа Гіббс
- Глорія Гендрі — Хелен
- Маргарет Ейвері — сестра Дженніфер
- Д'Арвілл Мартін — преподобний Руфус
- Тоні Кінг — Зак
- Джеральд Гордон — ДіАнжело
- Боббі Рамсен — Джо Франкфуртер
- Джеймс Діксон — Ірландець
- Естер Сазерленд — Кук
- Чарльз Макгвайр — Чарльз Макгрегор

## Випуск на DVD та HD
- У 2001 році стрічка вийшла на DVD.
- У 2010 році стрічка була оцифрована у форматі High Definition (1080i) та транслювалась на MGM HD.